# Daniel Elahi Galán
Pour les articles homonymes, voir Galán.
Daniel Elahi Galán Riveros, né le 18 juin 1996 à Bucaramanga, est un joueur de tennis colombien, professionnel depuis 2015.
Il est le premier joueur colombien au classement ATP depuis 2018, année durant laquelle il intègre l'équipe de Colombie de Coupe Davis.

## Carrière
Daniel Elahi Galán se fait remarquer début 2019 en atteignant les demi-finales du tournoi de Houston où il élimine successivement Paolo Lorenzi, Steve Johnson et Jordan Thompson. Il est finalement battu par le Norvégien Casper Ruud.
En 2020, après avoir franchi pour la première fois les qualifications d'un tournoi du Grand Chelem lors de l'Open d'Australie où il est battu par le Chilien Alejandro Tabilo, il accède au troisième tour des Internationaux de France avec un statut de lucky loser en ayant écarté Cameron Norrie puis Tennys Sandgren. En Coupe Davis, il se distingue lors du tour qualificatif de l'édition 2020 en permettant à son équipe de rejoindre la phase finale grâce à ses deux succès sur les Argentins Leonardo Mayer et Juan Ignacio Londero.
Il parvient en 2021 en demi-finales de l'Open du Chili, écartant les espagnols Pablo Andújar et Roberto Carballés Baena. Il obtient ensuite des victoires sur Alex de Minaur au deuxième tour du Masters de Miami et sur Sebastian Korda à Munich. Finaliste du Challenger de Heilbronn, il s'extirpe des qualifications des Internationaux de France où il est battu au premier tour par Guido Pella. Sélectionné pour les Jeux olympiques de Tokyo, il s'incline au second tour contre Alexander Zverev (6-2, 6-2). En fin d'année, il bat John Isner lors des phases finales de la Coupe Davis.

### 2022: troisièmes tours à Wimbledon et l'US Open, entrée dans le top 100
En 2022 à l'Open de Córdoba, il atteint son premier quart de finale ATP de l'année en tant que lucky loser. Il perd contre la première tête de série Diego Schwartzman.
Il revient au tournoi de Wimbledon où il atteint le troisième tour en battant Dominik Köpfer et en profitant du retrait de Roberto Bautista-Agut. Il atteint le top 100 du classement ATP le 25 juillet, après un deuxième tour en tant que qualifié au tournoi de Hambourg. Lors de l'Open de Croatie, il bat le vainqueur de l'édition 2016 Fabio Fognini.
Qualifié pour la première fois à l'US Open, il fait sensation en battant au premier tour le no 5 mondial Stéfanos Tsitsipás (6-0, 6-1, 3-6, 7-5), enregistrant sa première victoire sur un joueur du top 5 et pour un Colombien depuis qu'Iván Molina a battu le no 3 Manuel Orantes à Téhéran en 1975. Il devient seulement le troisième joueur au cours des cinq dernières années à remporter un set 6-0 contre le Grec. Bien que Tsitsipas ait sauvé huit balles de match, Galán a remporté le match sur sa neuvième. Il bat ensuite Jordan Thompson au deuxième tour en cinq sets pour atteindre le troisième tour de l'US Open où il est battu par Alejandro Davidovich Fokina.
À l'Open de San Diego, il atteint son deuxième quart de finale de la saison en battant la quatrième tête de série Pedro Martínez avant de perdre contre le futur vainqueur Brandon Nakashima.

### 2023: huitièmes de finale à Wimbledon
Après un début de saison difficile sur le circuit principal marqué par seulement deux victoires en douze tournois, dont une à Rio sur Pedro Cachín, il se distingue à Wimbledon en atteignant les huitièmes de finale après des victoires sur Yoshihito Nishioka, Oscar Otte et Mikael Ymer. Il devient alors le premier joueur de tennis colombien à atteindre ce stade dans le tournoi londonien. Confronté à l'Italien Jannik Sinner, huitième joueur mondial en huitièmes de finale, il s'incline logiquement en trois sets (6-7, 4-6, 3-6).

## Palmarès
Daniel Elahi Galán a remporté quatre tournois Challenger en simple : à San Benedetto del Tronto en 2018, à Lima en 2020, Sarasota et Conception en 2022.

## Parcours dans les tournois duGrand Chelem

### En simple
| Année | Open d'Australie | Open d'Australie  | Internationaux de France | Internationaux de France | Wimbledon       | Wimbledon         | US Open         | US Open              |
| ----- | ---------------- | ----------------- | ------------------------ | ------------------------ | --------------- | ----------------- | --------------- | -------------------- |
| 2018  | —                | —                 | Q2                       | Casper Ruud              | Q1              | Nicolas Mahut     | Q3              | Casper Ruud          |
| 2019  | Q1               | Paolo Lorenzi     | Q3                       | Blaž Rola                | Q2              | Peter Torebko     | Q3              | Grégoire Barrère     |
| 2020  | 1er tour (1/64)  | Alejandro Tabilo  | 3e tour (1/16)           | Novak Djokovic           | Annulé          | Annulé            | —               | —                    |
| 2021  | —                | —                 | 1er tour (1/64)          | Guido Pella              | 2e tour (1/32)  | Lorenzo Sonego    | Q1              | Christopher Eubanks  |
| 2022  | Q1               | P. Gunneswaran    | Q1                       | F. Agamenone             | 3e tour (1/16)  | Brandon Nakashima | 3e tour (1/16)  | A. Davidovich Fokina |
| 2023  | 1er tour (1/64)  | Jérémy Chardy     | 1er tour (1/64)          | Matteo Arnaldi           | 1/8 de finale   | Jannik Sinner     | 1er tour (1/64) | Daniel Evans         |
| 2024  | 2e tour (1/32)   | Sebastián Báez    | 1er tour (1/64)          | Lorenzo Musetti          | 1er tour (1/64) | Tallon Griekspoor | Q2              | Kamil Majchrzak      |
| 2025  | Q1               | Khumoyun Sultanov | 2e tour (1/32)           | Lorenzo Musetti          | Q1              | Li Tu             |                 |                      |

N.B. : à droite du résultat se trouve le nom de l'ultime adversaire.

### En double messieurs
| 2023 | — | — | — | — | 1er tour (1/32) R. Carballés \|\| style="text-align:left;" \| W. Blumberg Casper Ruud | 1er tour (1/32) Zhang Zhizhen \|\| style="text-align:left;" \| M. Granollers H. Zeballos |

N.B. : le nom du partenaire se trouve sous le résultat ; les noms des ultimes adversaires se trouvent à droite.

## Parcours dans lesMasters 1000
| Année | Indian Wells          | Miami                  | Monte-Carlo | Madrid               | Rome              | Canada | Cincinnati        | Shanghai          | Paris |
| ----- | --------------------- | ---------------------- | ----------- | -------------------- | ----------------- | ------ | ----------------- | ----------------- | ----- |
| 2021  | 1er tour J.-L. Struff | 3e tour L. Sonego      | —           | —                    | —                 | —      | —                 | n.o.              | —     |
| 2022  | —                     | 2e tour A. Bublik      | —           | —                    | —                 | —      | —                 | n.o.              | —     |
| 2023  | 1er tour C. Garín     | 1er tour M. McDonald   | —           | 1er tour A. Bublik   | —                 | —      | —                 | 1er tour M. Giron | —     |
| 2024  | 1er tour T. Daniel    | 1er tour A. Shevchenko | —           | 1er tour R. Bautista | 1er tour Zhang Z. | —      | —                 | —                 | —     |
| 2025  | —                     | —                      | —           | —                    | —                 | —      | 2e tour J. Sinner |                   |       |

N.B. : sous le résultat se trouve le nom de l’ultime adversaire.

## Parcours aux Jeux olympiques

### En simple messieurs
| # | Date       | Nom de l'olympiade          | Surface    | Résultat       | Ultime adversaire | Score    |          |
| - | ---------- | --------------------------- | ---------- | -------------- | ----------------- | -------- | -------- |
| 1 | 24/07/2021 | Olympic Tennis Event, Tokyo | Dur (ext.) | 2e tour (1/32) | Alexander Zverev  | 2-6, 2-6 | Parcours |

## Victoires sur le top 10
Toutes ses victoires sur des joueurs classés dans le top 10 de l'ATP lors de la rencontre.
| Légende      |
| Grand Chelem |
| Masters 1000 |
| ATP 500      |
| ATP 250      |

| # | D.E.G. | Tournoi | Année | Surface | Adversaire         | Rang | Tour | Score              |
| - | ------ | ------- | ----- | ------- | ------------------ | ---- | ---- | ------------------ |
| 1 | no 94  | US Open | 2022  | Dur     | Stéfanos Tsitsipás | no 5 | 1/64 | 6-0, 6-1, 3-6, 7-5 |

## Classements ATP en fin de saison
| Année          | 2013 | 2014 | 2015 | 2016 | 2017 | 2018 | 2019 | 2020 | 2021 | 2022 | 2023 | 2024 |
| Rang en simple | 961  | 1069 | 427  | 418  | 291  | 226  | 193  | 115  | 111  | 67   | 93   | 127  |
| Rang en double | 1527 | 1516 | 673  | 1081 | 340  | 913  | 709  | 566  | 577  | –    | –    | –    |

Source : (en) Classements de Daniel Elahi Galán sur le site officiel de la Fédération internationale de tennis